# Penitenciarul Slobozia
Penitenciarul Slobozia este o unitate de detenție din Slobozia, județul Ialomița. Penitenciarul Slobozia este o unitate care este destinată pentru condamnați repartizați să execute pedeapsa în regimul închis, regimul deschis și arestaților preventiv cu domiciliul pe raza județelor Ialomița și Călărași. Este situat în Slobozia, str. Gării, nr. 54, jud. Ialomița, cod 920041, județul Ialomița.

## Istoric
Acesta a fost construit de deținuții din Penitenciarul Vlădeni în perioada 1970-1972.  A fost deschis în anul 1972, iar în anul 1977 a fost închis pentru a fi folosit ca Arhivele Statului. Acesta a fost redeschis în anul 1980.

## Legături externe
- Site oficial